# Autoridade Executiva Temporária das Nações Unidas
A Autoridade Executiva Temporária das Nações Unidas (em francês: Autorité exécutive temporaire des Nations unies; em inglês: United Nations Temporary Executive Authority) (UNTEA) ou Força de Segurança das Nações Unidas em Nova Guiné Ocidental (em francês: Force de sécurité des Nations unies en Nouvelle-Guinée occidentale; em inglês: United Nations Security Force in West New Guinea) (UNSF) ou Autoridade Executiva Temporária das Nações Unidas em Nova Guiné Ocidental foi uma administração temporária das Nações Unidas da colônia da Nova Guiné Holandesa entre 1962 e 1963.
Nova Guiné Ocidental tornou-se o foco de uma disputa política entre os Países Baixos e na Indonésia após o reconhecimento da independência desta último. O lado indonésio reivindicava o território como a seu, enquanto o lado holandês sustentava que seus habitantes não eram indonésios e que os Países Baixos iriam continuar a administrar o território.
A Indonésia desembarcou paraquedistas no território da Nova Guiné Ocidental, em 1961, o que provocou uma crise diplomática entre os Países Baixos e a Indonésia. As Nações Unidas tentaram mediar na disputa e isso levou à assinatura do Acordo de Nova York em setembro de 1962.
O acordo estipulava que a administração iria passar dos Países Baixos para uma autoridade temporária das Nações Unidas em 1 de outubro de 1962 e que, então, transferiria a administração do território para a Indonésia no dia 1 de maio do ano seguinte. O acordo também afirmou que o povo da Nova Guiné Ocidental participaria de um Ato de Livre Escolha, numa fase posterior para determinar o estatuto permanente do território.
Mas essa decisão é contestada por organizações pró-independência, algumas das quais como o Movimento Papua Livre.